# Carl Falck (Verwaltungsjurist)
Carl Falck (* 1. Mai 1884 in Kaldenkirchen; † 22. Januar 1947 in Berlin-Steglitz) war ein deutscher Verwaltungsjurist. Er war Mitglied der DDP.

## Leben

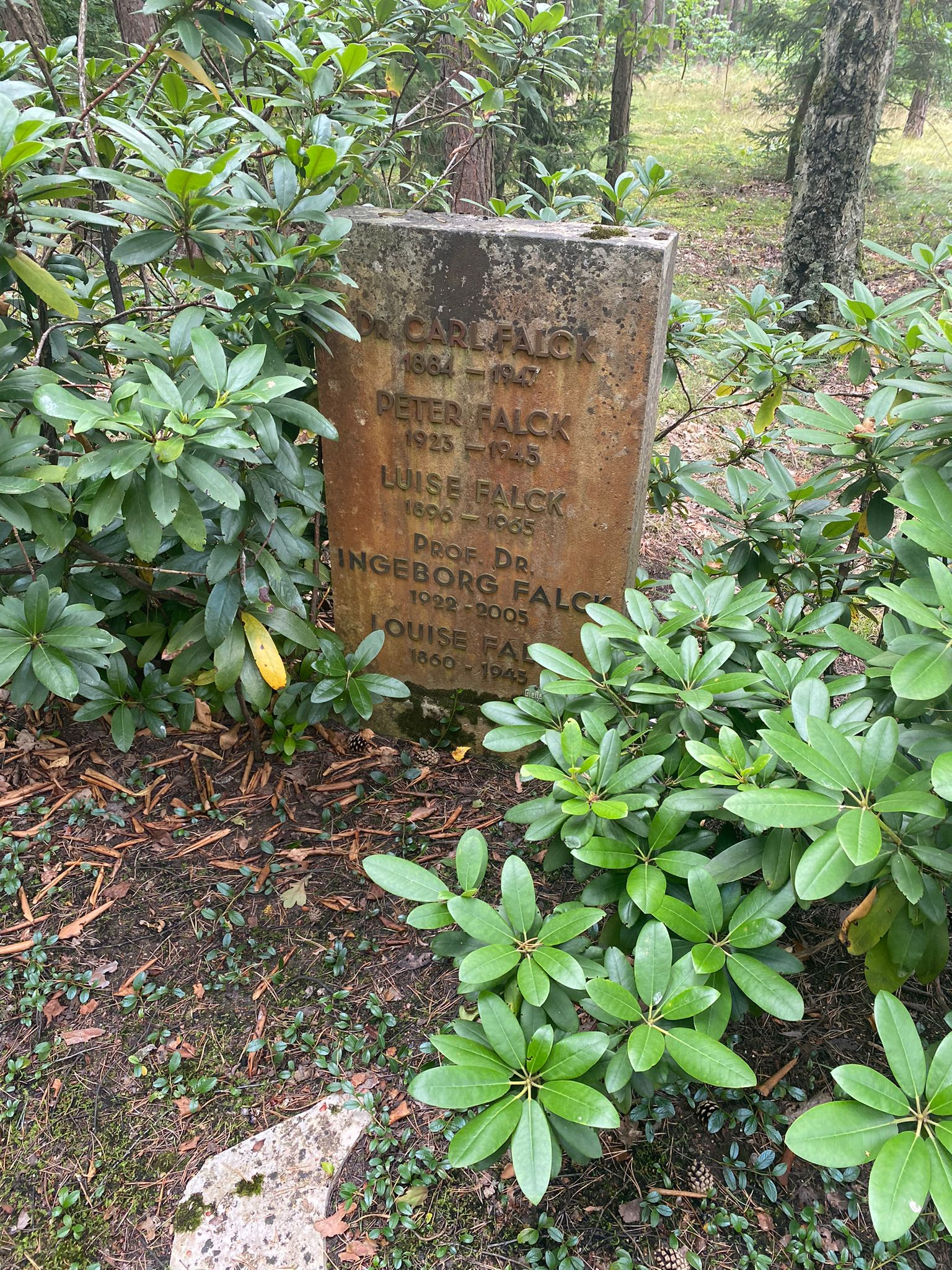
Grabstätte auf dem Südwestkirchhof Stahnsdorf

Nach bestandenem Staatsexamen und anschließender Referendarzeit war Falck von 1912 bis 1916 als Staatsanwalt in Berlin tätig, daran anschließend arbeitete er bis 1918 als Referent im Kriegsernährungsamt. 1918 erfolgte seine Ernennung zum Oberlandesgerichtsrat und 1919 seine Berufung in das preußische Landespolizeiamt. 1921–24 fungierte er als Ministerialdirektor und Leiter der Beamtenabteilung im Reichsinnenministerium. 1924 wurde er zum Präsidenten des Bundesamtes für Heimatwesen berufen. Innerhalb der DDP gehörte er von 1925 bis 1929 dem Parteiausschuss an. 1930 erfolgte seine Ernennung zum Oberpräsidenten der Provinz Sachsen als Nachfolger von Heinrich Waentig.
Im Zuge der Absetzung der preußischen Staatsregierung Braun-Severing (Preußenschlag) wurde er im Juli 1932 durch die Regierung Papen zur Disposition gestellt und zunächst kommissarisch durch den Regierungspräsidenten von Hannover, Friedrich von Velsen ersetzt. Falck arbeitete daraufhin als Rechtsanwalt in Berlin. Er wurde von den Nationalsozialisten verfolgt und war zeitweise im Konzentrationslager inhaftiert.
Carl Falck war der Vater der Medizinerin Ingeborg Falck. Beide ruhen auf dem Südwestkirchhof Stahnsdorf. 